# Jacob Amaya
Jacob Carlos Amaya (El Monte, California, 3 de septiembre de 1998), más conocido como Jacob Amaya, es un jugador profesional estadounidense de béisbol que se desempeña en la posición de campocorto en Chicago White Sox, equipo de las Grandes Ligas de Béisbol (MLB).

## Carrera
Amaya hizo su debut en la MLB con el equipo Miami Marlins, en el cual jugó una temporada (2023), después pasó a Houston Astros (2024), posteriormente a Chicago White Sox, donde lleva jugando una temporada.

### Premiaciones

#### PIO All-Star de mitad de temporada
| Year |               |     |
| ---- | ------------- | --- |
| 2018 | Ogden Raptors | PIO |

#### All-Star de la organización MiLB.com
| Year |                     |    |
| ---- | ------------------- | -- |
| 2022 | Los Angeles Dodgers | NL |
| 2023 | Miami Marlins       | NL |